# Riuttasaari (ö i Mellersta Österbotten)
Riuttasaari är en ö i Finland. Den ligger i sjön Lehtosenjärvi och i kommunen Lestijärvi i den ekonomiska regionen  Kaustby ekonomiska region  och landskapet Mellersta Österbotten, i den centrala delen av landet, 400 km norr om huvudstaden Helsingfors. Öns area är 0,5 hektar och dess största längd är 150 meter i sydöst-nordvästlig riktning.